# Márcio Sousa
Pour les articles homonymes, voir Sousa.
Márcio Daniel Ribeiro de Sousa (né le 23 mars 1986 à Guimarães), est un footballeur portugais. Il évolue au poste de milieu de terrain offensif.

## Biographie

### Club
Né à Guimarães, Márcio Sousa arrive au FC Porto à l'âge de seize ans en provenance  du Vitória SC.

### Sélection
Le 17 mai 2003, lors de la finale du championnat d'Europe des moins de 17 ans, il inscrit un doublé permettant à son équipe de l'emporter 2-1 face à l'Espagne.

## Palmarès
- Équipe du Portugal des moins de 17 ans
  - Championnat d'Europe des moins de 17 ans
    - Vainqueur : 2003